# Jerzy Taczała
Jerzy Taczała (ur. 15 czerwca 1962 w Kaliszu) — polski trener siatkówki, były siatkarz.
Od 7 stycznia 2008 jest pierwszym trenerem zespołu J.W. Construction AZS Politechnika Warszawska Warszawa grającego w Polskiej Lidze Siatkówki (PLS). Na stanowisku tym zastąpił Edwarda Skorka zwolnionego przez zarząd klubu 1 stycznia 2008. Już w pierwszym (daleko niepełnym) sezonie pracy ze stołeczną drużyną odniósł znaczący sukces utrzymując ją w PLS:
najpierw zespół J.W. Construction AZS Politechniki Warszawskiej zajął 9. miejsce po
fazie zasadniczej rozgrywek, co samo w sobie sukcesem nie było ale dało warszawianom przewagę własnego parkietu  w ewentualnym 7. meczu fazy play-off o miejsca 9-10;
następnie w tymże pojedynku play-off o miejsca 9-10 pokonał 4:3 drużynę BKSCh Delecty Bydgoszcz (do wspomnianego 7. meczu zatem doszło i jak podkreślali sami warszawscy zawodnicy fakt że grali go we własnej hali miał kluczowe znaczenie dla odniesienia zwycięstwa). Tym samym warszawianie zajęli miejsce 9. (eliminując bydgoszczan z PLS) i zdobyli prawo dalszej walki o utrzymanie w PLS w barażach z 2-gą w sezonie 2007/08 drużyną I ligi — KS Poznań. 9 maja 2008 popularni "Inżynierowie" wygrali 3:1 czwarty mecz barażowy, tym samym 3–1 całe baraże, i utrzymali się w PLS.
Warto dodać, że w momencie kiedy Jerzy Taczała przejął zespół, ten grał bardzo słabo i niewiele wskazywało, że będzie w stanie utrzymać się w ekstraklasie. Jednak trener w ciągu 4 miesięcy swojej pracy — w okresie rozgrywkowym (tzn. z niedługimi okresami na regularne treningi), w dodatku borykając się regularnie z problemem braku hali do treningów w Warszawie — potrafił tchnąć w zespół ducha walki i poukładać grę przynajmniej na tyle że wystarczyło to do utrzymania w PLS.
Po sezonie w którym to utrzymał zespół w PLS, nie przedłużył kontraktu i zastąpił go Krzysztof Kowalczyk.
Od roku szkolnego 2016/17 trenuje swoją grupę w SMS Police.